# 七尾カンナ
七尾カンナ（ななお カンナ、1993年9月16日 - ）は、日本の元グラビアアイドル、元女優、元タレント。長崎県佐世保市出身。元アーティストハウス・ピラミッド所属。

## 人物
1993年9月16日生まれ。26歳。
身長155cm。
スリーサイズ 86-60-86
・特技はバスケットボール、料理。趣味は漫画、アニメ鑑賞。
・三人兄弟の末っ子で姉の影響を小学2年生から受け、バスケットボールを始めた。
・2017年後期ミスアクションオーディション参加を機にグラビア活動を始める。
・その後週間プレイボーイ主催グラジャバにも参加。
・2018年初代サンスポGOGOクイーンファイナリストに選ばれる。
それ以降、森昌子主演、舞台のど自慢を始め舞台女優としても活躍しつつ、タレントとしても活動幅を広げる。
2022年3月1日を以って芸能界を引退した。